# Jiří Novák
Jiří Novák (Zlín, 22 maart 1975) is een Tsjechisch tennisser.
Hij is geboren in het Tsjechische Zlín, maar woont nu al een geruime tijd in Monaco.
In zijn carrière heeft hij kwartfinale zeven enkelspeltitels gewonnen, waaronder een titel in Gstaad in 2003 waar hij in de finale te sterk bleek voor thuisspeler Roger Federer. In 2002 was hij ook finalist in het ATP Masters Series-evenement van Madrid.